# Боливийско-испанские отношения
Боливийско-испанские отношения — двусторонние дипломатические отношения между Боливией и Испанией. Страны являются членами Ассоциации академий испанского языка и Организации иберо-американских государств.

## История

### Испанская колонизация
Эти страны имеют продолжительную историю совместного существования с момента прибытия первых испанских конкистадоров во главе с Франсиско Писарро в 1532 году. К 1534 году Франсиско Писарро сумел одержать победу над Империей инков (которая располагалась на территории нынешней Боливии, Перу, Чили и Эквадора) и присоединить к территории Испании. В 1542 году было создано Вице-королевство Перу и территория Боливии (известная в то время как Верхнее Перу) управлялась из столицы в Лиме, а местная администрация Королевская аудиенсия Чаркас располагалась в Сукре.
В 1545 году испанцы основали город Потоси, рядом с Серро-Рико, из которого огромное количество серебра поставлялось для Испанской империи, добыча осуществлялась местными коренными народами. В 1776 году Верхнее Перу находилось под управлением недавно созданного Вице-королевства Рио-де-ла-Плата со столицей в Буэнос-Айресе. В начале 1780-х годов местные коренные жители высокогорья участвовали в массовых восстаниях, в первую очередь под руководством Тупака Амару II. Повстанцы надеялись восстановить Империю инков, однако протесты были подавлены испанскими войсками.

### Война за независимость Боливии
К 1809 году идея независимости распространилась в Верхнем Перу, как и в нескольких других странах по всей Испанской Америке. В мае 1810 года в Буэнос-Айресе произошла революция, который контролировал территорию Верхнего Перу и привела к войне за независимость Аргентины под руководством генерала Хосе де Сан-Мартина. Это привело к началу партизанской войны в 1811 году в Верхнем Перу, известной как Война Республик. В итоге повстанцы были разбиты силами роялистов.
В 1822 году войска Симона Боливара, Хосе де Сан Мартин и Антонио Хосе де Сукре вошли в Перу и нанесли поражение испанским войскам. Вскоре после этого войска во главе с Антонио Хосе де Сукре вошли в Верхнее Перу и сражались с силами роялистов. К 1825 году Верхнее Перу было освобождено от испанской власти. Первоначально Симона Боливар хотел, чтобы Верхнее Перу присоединилось к Перу или Аргентине, однако жители региона убедили Боливара и Сукре предоставить автономию территории, и 6 августа 1825 года конгресс Верхнего Перу объявил страну независимой и переименовал её в Боливию в честь Симона Боливара, и назвал столицу Сукре в честь Антонио Хосе де Сукре.

### После обретения независимости
В июле 1847 года Боливия и Испания подписали Договор о мире и дружбе, таким образом установив дипломатические отношения между странами. В 1866 году Боливия воевала против Испании во время Первой тихоокеанской войны, в которой также участвовали Перу, Чили и Эквадор.
Во время гражданской войны в Испании (1936—1939) дипломатические представительства Боливии предоставили убежище более чем 300 испанским гражданам, выдали им визы и документы безопасности, чтобы те переехали во Францию или в Боливию. Боливия поддерживала дипломатические отношения с Испанией во время правления генерала Франсиско Франко. В начале 1950-х годов Антонио Гарсиа Барон, член Колонны Дуррути и оставшийся в живых из концлагеря Маутхаузен, прибыл в Боливию, затем перебрался в джунгли и основал анархистское сообщество.
В мае 1987 года король Испании Хуан Карлос I нанёс первый официальный визит в Боливию, что стало первым из его трёх визитов в эту страну. В 2006 году президентом Боливии Эво Моралес. Во время правления президента Эво Моралеса отношения между странами были на минимальном уровне. В мае 2012 года президент Эво Моралес национализировал испанскую электросетевую компанию «Red Eléctrica de España», а затем в декабре 2012 года также национализировал компанию «Iberdrola». В феврале 2013 года Эво Моралес национализировал испанскую инфраструктурную компанию «Abertis», что привело к усилению дипломатической напряжённости между Боливией и Испанией.
В июле 2013 года самолёт с президентом Эво Моралеса возвращался в Боливию после визита в Россию и был вынужден приземлиться в Австрии после того, как основатель «WikiLeaks» Джулиан Ассанж заявил о том, что осведомитель Эдвард Сноуден находился на борту этого самолета. Испания, Франция и Италия отказали президенту Эво Моралесу в авиаперелёте в их воздушном пространстве, поэтому самолет президента был вынужден приземлиться в Австрии. После тщательного осмотра самолета было установлено, что Эдварда Сноудена на борту не было.

### Боливийский политический кризис 2019 года
Во время всеобщих выборов в Боливии 2019 года Организация американских государств провела проверку, которая выявила массовые нарушения, надзор за которыми осуществляла избирательная комиссия. После начала протестов президент Эво Моралес согласился провести новые выборы 10 ноября 2019 года; однако вскоре после этого он и вице-президент Альваро Гарсиа Линера ушли в отставку, потеряв поддержку со стороны полиции и вооружённых сил. Оба политика сели в самолёт мексиканских ВВС и получили убежище в Мексике. Вскоре после этого посольство Мексики в Ла-Пасе пустило на свою территорию различных бывших соратников Эво Моралеса, и это вызвало протесты разгневанных боливийцев, выступающих против экс-президента и его свиты. В декабре 2019 года два испанских дипломата посетили резиденцию посла Мексики с визитом вежливости. Временное правительство Боливии расценило этот визит как оскорбление и обвинило дипломатов в скрытых «враждебных» мотивах. 30 декабря 2019 года Боливия выслала из страны двух испанских дипломатов вместе с послом Мексики. В тот же день  правительство премьер-министра Испании Педро Санчеса в ответ выслало двух боливийских дипломатов.

## Двусторонние соглашения
За прошедшие годы между государствами подписали многочисленные соглашения, такие как: Соглашение о признании ученых степеней (1903 год); Соглашение о двойном гражданстве (1961 год); Культурное соглашение (1966 год); Соглашение о техническом сотрудничестве (1971 год); Договор о выдаче (1990 год); Соглашение об избежании двойного налогообложения (1997 год); Соглашение об усыновлении (2001 год); Соглашение о привлечении и защите инвестиций (2001 год) и Соглашение о воздушных перевозках (2010 год).

## Миграция
В 2011 году в Испании проживало около 250 000 боливийских граждан. Большинство боливийцев эмигрировали в Испанию, чтобы избежать нищеты и политической нестабильности. В 2011 году боливийские мигранты отправили в Боливию из Испании денежные переводы на сумму более 1 миллиарда долларов США. В 2014 году в Боливии проживало около 10 000 граждан Испании.

## Транспортное сообщение
Между странами налажено прямое авиасообщение через следующие компании: «Air Europa» и «Boliviana de Aviación».

## Торговля
В 2016 году объём товарооборота между странами составил сумму 215 миллионов евро. В том же году Испания инвестировала в Боливию 192 миллиона евро. Испания является крупнейшим прямым иностранным инвестором в Боливии. В Боливии представлены испанские транснациональные компании, такие как: «Mapfre» и «Repsol».

## Дипломатические представительства
- Боливия имеет посольство в Мадриде, генеральное консульство в Барселоне и консульства в Бильбао, Мурсии, Севильи, Валенсии и вице-консульство в Пальме[15].
- У Испании имеется посольство в Ла-Пасе и генеральное консульство в Санта-Крус-де-ла-Сьерре[16].